# Identiteit van Lagrange
In de algebra luidt de identiteit van Lagrange, genoemd naar Joseph Louis Lagrange, als volgt.
Voor elke twee verzamelingen {a1, a2, ..., an} en { b1, b2, ..., bn} van reële of complexe getalllen (of meer in het algemeen, elementen van een commutatieve ring) geldt:
{\displaystyle \left(\sum _{k=1}^{n}a_{k}^{2}\right)\left(\sum _{k=1}^{n}b_{k}^{2}\right)-\left(\sum _{k=1}^{n}a_{k}b_{k}\right)^{2}=\sum _{i=1}^{n-1}\sum _{j=i+1}^{n}(a_{i}b_{j}-a_{j}b_{i})^{2}\left(={\frac {1}{2}}\sum _{i=1}^{n}\sum _{j=1,j\neq i}^{n}(a_{i}b_{j}-a_{j}b_{i})^{2}\right)}.
De identiteit is een generalisatie van de identiteit van Brahmagupta-Fibonacci en een speciale vorm van de identiteit van Binet-Cauchy.

## Voetnoten
1. ↑  
Eric W. Weisstein, CRC concise encyclopedia of mathematics (2003), zie hier, ISBN 1-58488-347-2, 2e editie, CRC Press.